# Генрих Антон Австрийский
Генрих Антон Мария Райнер Карл Грегор Австрийский (нем. Heinrich Anton Maria Rainer Karl Gregor von Österreich; 9 мая 1828, Милан — 30 ноября 1891, Дворец эрцгерцога Райнера) — австрийский эрцгерцог; пятый сын эрцгерцога Райнера Иосифа Австрийского и принцессы Елизаветы Савойской. Фельдмаршал-лейтенант.

## Биография

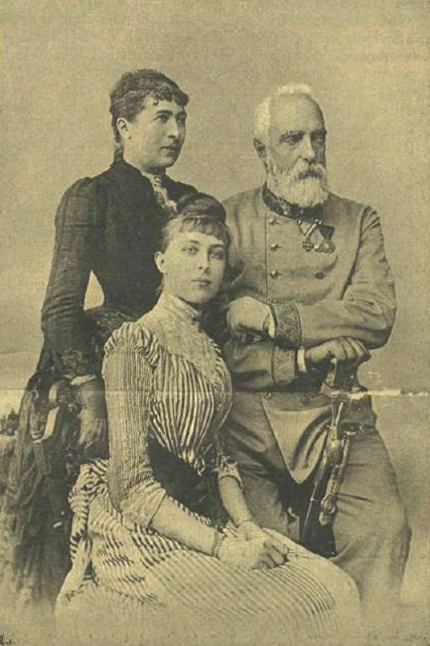
Генрих Антон с женой и дочерью, 1891 год.

Генрих Антон родился 9 мая 1828 года, в Милане.
Он сделал военную карьеру и стал фельдмаршалом-лейтенантом и командиром дивизии в Граце, а затем и в Брюнне. Он участвовал в военных действиях против Италии и отличился во время битвы при Кустоце (1866).
4 февраля 1868 года в Больцано Генрих Антон сочетался морганатическим браком с певицей Леопольдиной Хофманн (1840—1891), которая стала фрайфрау фон Вайдек в 1878 году. У них была одна дочь Мария Райнера (1872—1936), графиня фон Вайдек.
Австрийский император Франц Иосиф I не одобрил этот морганатический брак, и Генрих Антон был исключён из королевской семьи. Он сложил с себя все военные полномочия и переехал в Люцерн в Швейцарии. Там супруги жили до того, пока император не простил их в 1871 году.
Гунтшнапроменад, построенный между 1890 и 1892 годами в бывшем курортном городе Больцано, до 1921 года назывался Променадом эрцгерцога Генриха. Также был установлен бюст Габсбурга, который пришлось убрать после 1919/20 годов.
Супруги вернулась в Ломбардию-Венецию, где Генрих Антон уволился из армии и жил во дворце в Больцано. Во время одного из редких визитов в Вену в 1891 году Генрих Антон и его жена заболели воспалением лёгких и умерли в одну и ту же ночь.

## Потомство
От брака с Леопольдиной Хофманн, у него была одна дочь:
- Мария Райнера фон Вайдек (21 июля 1872 — 17 февраля 1936), 26 июля 1892 года вышла замуж за Энрико Луччези Палли (1861—1924). У них родилась одна дочь:
  - Мария Рената Луччези Палли (6 января 1895 — 8 февраля 1976), в 1922 году вышла замуж за графа Зигфрида фон Кюнбурга (1886—1968). У них родилось двое сыновей:
    - Генрих фон Кюнбург (10 февраля 1924 — 3 июня 1944), женат не был. Детей не имел. Погиб во Второй мировой войне.
    - Эберхард фон Кюнбург (6 февраля 1925 — 22 декабря 2020), в 1951 году женился на графине Франциске фон Гёсс (1923—1989). У них родилось шестеро детей.